# Конформист (фильм)
«Конформист» (итал. Il Conformista) — кинофильм итальянского режиссёра Бернардо Бертолуччи, снятый в 1970 году по одноимённому роману Альберто Моравиа (1951). Брошенный 29-летним режиссёром безрадостный взгляд на мотивацию человеческих поступков косвенно отразил его разочарование в майских событиях 1968 года.
Как следует из 100-процентного рейтинга на сайте Rotten Tomatoes, фильм получил наивысшую оценку профессиональных кинокритиков. В 1971 году он был удостоен национальной итальянской кинонаграды «Давид ди Донателло» как лучший фильм года.
Усложнённость структуры повествования и новаторская кинематография «Конформиста» оказали значимое влияние на развитие мирового кинематографа, открыв путь к созданию психологических драм нового поколения, таких как «Крёстный отец» (1972) и «Апокалипсис сегодня» (1979).

## Сюжет
Действие фильма начинается в Риме в 1938 году. Жизнь тридцатитрёхлетнего аристократа Марчелло Клеричи (Жан-Луи Трентиньян), казалось бы, обретает признаки «нормальности». Марчелло поступает на службу к фашистам и собирается жениться на симпатичной, но больше ничем не примечательной девушке из среднего класса по имени Джулия (Стефания Сандрелли). Как становится ясно из его воспоминаний, Марчелло с детства ощущает себя жертвой тяжёлой наследственности (мать (Милли) — морфинистка, отец (Джузеппе Аддоббати) — в психиатрической лечебнице) и педофилии со стороны личного водителя Лино Семинары (Пьер Клеманти) (Марчелло уверен, что застрелил его, будучи 13-летним мальчиком).

Марчелло и Джулия на пути в Париж

Марчелло с женой в медовый месяц отправляются в Париж. Фашистская разведка поручает ему следить за Квадри (Энцо Тарашо) — профессором-антифашистом, эмигрировавшим во Францию после прихода к власти Муссолини. Марчелло знаком с Квадри, так как учился в университете, в котором преподавал профессор. Находясь на Ривьере в курортной Вентимилье, Марчелло получает задание убить Квадри. В его задачи входит выйти на профессора, подготовить почву, при возможности выманить его из столицы и застрелить, а в задачи его напарника, профессионального киллера Манганьелло (Гастоне Москин), — подстраховать исполнителя, а в случае необходимости — завершить «мокрое дело».
По прибытии в Париж молодожёны останавливаются в гостинице Дорсэ. Оттуда Марчелло делает звонок профессору и договаривается с ним о встрече у него в квартире. В гостях Марчелло и Джулия знакомятся с очаровательной молодой женой профессора, Анной (Доминик Санда). В ходе знакомства Анна подозревает, что Марчелло приехал в Париж с недобрыми намерениями. Вечером женщины отправляются по магазинам, и позже, заглянув в номер в неурочный час, Марчелло становится невольным свидетелем того, как Анна пытается соблазнить Джулию.
Марчелло удаётся выяснить, что чета Квадри готовится отбыть в своё поместье в савойских Альпах. Вокруг поместья — лес, где можно будет без шума избавиться от профессора. Однако неожиданно для себя самого Марчелло влюбляется в Анну, ищет с ней близости. Как-то вечером обе пары посещают ресторан и данс-холл, и влюблённый герой пытается отказаться от исполнения преступления, отдав пистолет своему дублёру. Манганьелло обвиняет его в трусости.
Наутро Марчелло узнаёт, что Анна и профессор спешно выехали из Парижа. Он с напарником пускается на автомобиле в погоню (с этой сцены разворачивается действие фильма). Сидя в салоне, Марчелло пересказывает приснившийся ему накануне сон о побеге от профессора с Анной. Судя по рассказу, он намерен спасти Анну от грозящей ей гибели.
В тот момент, когда Марчелло с Манганьелло наконец настигают машину профессора, на встречной полосе появляется ещё один чёрный автомобиль, который преграждает дорогу машине Квадри. Профессор останавливается и выходит из машины узнать, в чём дело. В это время из-за деревьев выскакивают люди в плащах (по всей видимости, подосланные Манганьелло) и закалывают Квадри. Испуганная Анна пытается скрыться в лесу, но и её настигают пули убийц. Словно оцепенев, Марчелло наблюдает за происходящим из-за стекла автомобиля, в то время как Манганьелло выйдя из машины справить малую нужду в крепких выражениях высказывает своё недовольство его пассивностью.
Пять лет спустя по радио объявляют о падении режима Муссолини. У Марчелло и Джулии растёт маленькая светловолосая дочь (Марта Ладо), но в некогда роскошной квартире её матери они живут бедно и с соседями. Уложив дочку спать Марчелло отправляется на улицу «посмотреть на крушение диктатуры» и встретиться с Итало, с которым давно не виделся. Перед уходом Джулия сообщает мужу, что в своё время Анна поделилась с ней подозрениями о том, что он работает на фашистов. Несмотря на то, что дуче теперь не у власти, она одобряет его парижскую миссию как необходимый шаг в карьере.
Проходя со слепым Итало по ночному Колизею, Марчелло случайно становится свидетелем разговора некоего юноши, торгующего своим телом, и мужчины, который пытается «снять» его на ночь. В этом мужчине он внезапно узнаёт шофёра Лино Семинару, которого, как полагал, убил ещё в детстве. На грани нервного срыва Марчелло публично обвиняет Лино в гомосексуальности и в убийстве профессора Квадри с женой. Тот убегает. В запале Марчелло Клеричи обвиняет в гомосексуальности и Итало.
В последней сцене фильма камера скользит по улице, по голым ягодицам лежащего в постели юноши и останавливается на лице Марчелло, который сидит рядом с ним. По всей видимости, они провели ночь вместе.

## Персонажи
- Марчелло Клеричи (Жан-Луи Трентиньян) — интеллигентный представитель разлагающейся итальянской аристократии. Его мать — морфинистка и нимфоманка, отец запятнал себя пытками невинных людей и попал в психиатрическую лечебницу. Его отношения со слепым Итало, которого в финале он обвиняет в гомосексуальности, остаются непрояснёнными. В детстве Марчелло застрелил (или так ему кажется) пристававшего к нему шофёра по имени Лино. Как следует из книги, сверстники считали его похожим на девочку и задирали. В сцене фильма, предшествующей убийству Лино, юный Марчелло, когда его мучители разбегаются, встаёт с земли и поддёргивает штанишки. В условиях фашистского режима Клеричи стремится преодолеть своё отчуждение от окружающих. В 33 года он решает слиться с толпой, вступив в партию большинства и женившись на типичной представительнице среднего класса. Однако, как он понимает в финале, от себя убежать невозможно.
- Джулия Клеричи (Стефания Сандрелли) — невеста, а потом и жена Марчелло. Подлинное воплощение посредственности и наивного материализма. «Хороша в постели, хороша на кухне», — замечает про неё Марчелло. Она не отличается умом, легко пьянеет от шампанского, танцует под выписанные из Америки пластинки и по-обывательски восхищается Эйфелевой башней. Бертолуччи описывает её как «помесь недалёкой, но привлекательной голливудской старлетки с итальянкой из мелкой буржуазии»[4]. Подобно Марчелло, подростком она подверглась насилию со стороны престарелого «дядюшки», потеряв при этом девственность, но, в отличие от мужа, на её психическое устройство этот эпизод не оказал сколько-нибудь значительного влияния. Марчелло едва ли способен удовлетворить супругу: внешние проявления чувства до брака кажутся ему не вполне приличными, а после прибытия в Париж, как следует из слов Джулии, они и вовсе не были близки. Даже путешествуя в поезде во время медового месяца, он вступает в близость с женой не по своему почину, а имитируя выходки развратившего её старика, о которых она повествует ему в этот момент. По фильму разбросаны намёки на её супружескую неверность:[5] во время медового месяца она подпадает под обаяние Анны, а в конце фильма показана её с Марчелло дочь с густой светлой шевелюрой (в то время как оба родителя — брюнеты).
- Профессор Квадри (Энцо Тарашо) — антифашист, преподававший Марчелло философию в университете. Образ основан на реальном деятеле итальянского антифашистского движения, убитом во Франции — Карло Росселли[6]. После прихода Муссолини к власти эмигрировал в Париж, где живёт в окружении преданных единомышленников. Как справедливо подмечает Марчелло, борьбе за свободу родной страны профессор предпочёл бегство на чужбину. При появлении в Париже бывшего ученика профессор подозревает недоброе. Чтобы лучше узнать и испытать Марчелло, соглашается на семейный ужин с четой Клеричи. Во время обжигающего танца супруги с Джулией он испытывает неподдельный восторг вуайериста[4]. Для Бертолуччи чета Квадри, несмотря на свои прогрессивные взгляды, представляет собой оборотную сторону мещанского убожества[4]. Их души тронуты тем же буржуазным тлением. «Я не хочу, чтобы кто-либо спасся — и не спасаю никого», — замечает режиссёр[4]. В савойском лесу профессора и его жену настигают подосланные Манганьелло убийцы, которые наносят ему кинжалами удар за ударом в манере, напоминающей театральные постановки убийства Юлия Цезаря[7]. Незадолго до этого Марчелло с грустной улыбкой цитирует предсмертную эпитафию другого римского правителя: Animula, vagula, blandula… («Душа, скиталица нежная, Телу гостья и спутница, Уходишь ты…»)[3]
- Анна Квадри (Доминик Санда) — жена профессора, которая значительно моложе его. Преподаёт в балетной школе. Отличается решительными, мужественными манерами, носит брюки. Заводит дружбу с Джулией, танцует с ней танго в данс-холле и пытается её соблазнить. Бисексуальная Анна вызывает у Марчелло безотчётное влечение, хотя она подозревает его в намерении убить профессора. Марчелло вступает с ней в связь, пытаясь тем самым развеять подозрения. По её совету профессор спешно покидает Париж и отправляется в Альпы. Марчелло следует за ними, надеясь заступиться и героически спасти Анну от смерти[8]. После убийства профессора Анна подбегает к его машине и прижимает лицо к стеклу, но Марчелло в нерешительности отворачивается. Она в ужасе петляет по лесу, пока её не настигает пуля преследующего её чернорубашечника. Пуля задевает щёку Анны, окровавленная, она падает на землю и остаётся лежать в той же позе, что и Лино после выстрела юного Марчелло[9].
- Среди персонажей второго плана наиболее значимы три фигуры, несущие по отношению к Марчелло наставническо-отеческие функции (во фрейдистской терминологии — фигуры отца). Это шофёр Лино, или Паскуалино (Пьер Клементи), который пытался развратить Марчелло, когда тот был ребёнком и по отношению к которому главный герой питает противоречивые чувства. Это Манганьелло (Гастоне Москин) — шофёр и напарник Марчелло во время парижской миссии: чёрствый тип, который хвалится совершёнными им в Алжире зверствами и строго блюдёт этикет профессионального убийцы. Наконец, Итало (Хосе Квальо) — слепой диктор радио, который произносит пропагандистские речи во славу Муссолини, а также выступает посредником между Марчелло и фашистами.

## Истоки
«Конформист» — первый фильм, снятый Бертолуччи после вступления в 1969 году в Коммунистическую партию Италии. Подобно другой своей ленте, «Стратегия паука» (1970), в этом фильме его занимает запретная для послевоенной Италии тема фашизма — точнее, мотивов, которые толкали современников его отца в ряды партии Муссолини. Замысел состоял в том, чтобы заставить зрителя почувствовать себя на месте Марчелло, когда он поднимает оконное стекло, в которое бьётся, умоляя о помощи, обречённая на гибель Анна. Тем самым весь зрительный зал оказывается в положении пассивного соучастника фашистских преступлений.

Марчелло безучастно наблюдает за предсмертными минутами Анны подобно тому, как итальянцы отстранённо наблюдали за торжеством фашизма в их стране

Идея взглянуть на тоталитаризм с фрейдистской точки зрения пришла к Бертолуччи после студенческих волнений 1968 года, в которых он принимал деятельное участие. По словам режиссёра, главный урок тех событий для него лично состоял в осознании того, что он жаждал революции не ради обездоленных, а ради себя самого: «Я хотел, чтобы мир изменился для меня. Я обнаружил в политической революции личностный уровень». В связи с этим режиссёр приводит фразу Сартра, которая звучала в его предыдущем фильме: «Человек состоит из всех людей. Он равен им всем, и все они равны ему».
Поставив перед собой задачу отобразить на экране личностный срез великих исторических событий, Бертолуччи обратился к роману коммуниста Альберто Моравиа, предупредив его: «Чтобы остаться верным вашей книге, мне придётся предать её». В написанном по мотивам романа сценарии он попытался вскрыть индивидуальную психологическую мотивацию вступления главного героя в партию фашистов. При этом весь финал романа молодому режиссёру пришлось переписать в соответствии с учением Фрейда, которым он тогда увлекался:

У Моравиа всё было предопределено «судьбой», так что нам не дано понять, почему Марчелло становится фашистом. В конце книги, ночью после 25 июля, Марчелло с женой отправляются в деревню. Над ними пролетает самолёт и сбрасывает на них бомбу. Произошедшее представлено как «божественное возмездие». Мне чужда эта идея. Мне больше по душе, когда место «судьбы» занимает сила подсознательного.

Съёмки фильма подвели черту под периодом увлечения Бертолуччи эстетикой самого радикального режиссёра 1960-х годов, Жана-Люка Годара. «В какой-то момент мне пришлось позаботиться о том, чтобы перестать подражать, перестать быть фальсификатором, делать подделки под Годара», — вспоминает режиссёр. После вступления в ряды компартии он выбрал своим новым ориентиром образцового антифашиста Жана Ренуара, который в своём главном фильме «Правила игры» (1939) на примере одной семьи проследил крушение всей европейской цивилизации. Неслучайно в первых же кадрах «Конформиста» мы видим главного героя в гостиничном номере, залитом красным светом от неоновых огней кинотеатра с рекламой вышедшего на экраны в 1936 году фильма Ренуара «Жизнь принадлежит нам».
Однако на этом метакинематографические комментарии Бертолуччи не исчерпываются. После выхода фильма киноманы обратили внимание на то, что профессор Квадри со своей женой Анной проживает по тому же парижскому адресу, где в то время жил Годар со своей спутницей Анной Карина. У французского революционера от кино и у вымышленного антифашиста полностью совпадают телефонные номера и частично — имена (Люк и Лукино).
Профессор говорит фразами из фильмов Годара: например, его слова «Время размышлений в прошлом. Пришло время действовать» — прямая цитата из годаровского «Маленького солдата».
Эдиповский срез сюжета — Марчелло приезжает в Париж умертвить своего духовного отца и наставника — Бертолуччи, подтрунивая над любителями искать соответствия между искусством и действительностью, спроецировал на свои отношения с Годаром:

«Конформист» — это рассказ обо мне и Годаре. Марчелло — это я, создатель фашистских фильмов [Годар обвинял всех работающих на публику в заигрывании с фашизмом], и я хочу убить Годара — революционера и своего учителя.

## Работа над фильмом
Бертолуччи определил «Конформиста» как «память о моей памяти». В отличие от предыдущего фильма, в котором отразились воспоминания его детства, в «Конформисте» режиссёр обратился к периоду, непосредственно предшествовавшему его рождению. Для восстановления этой эпохи Бертолуччи приходилось опираться на опосредованные свидетельства, сохранённые культурой 1930-х годов.
Характерные для фильма контрасты света и тени вызывают в памяти фильмы любимых Бертолуччи режиссёров прошлого — Штернберга, Офюльса, Орсона Уэллса. Проскальзывающие в отдельных сценах элементы сюрреализма — дань уважения режиссёра к «самому важному культурному явлению 1920-х и 1930-х годов». Роль гигантских, неприветливых зданий муссолиниевского периода исполнили парижский Пале-де-Токио (1937) и римский квартал всемирной выставки (1938—1943). С необычайной тщательностью восстановлены мебель, декор, костюмы той эпохи.
Стилизации потребовала не только работа художника-постановщика, но и самих актёров. Стефания Сандрелли привносит в мир Марчелло отблеск тех голливудских фильмов, которыми упивается её героиня. Она то и дело принимает позы, свойственные экранным образам Греты Гарбо и Марлен Дитрих. Плавные движения чувственных героинь Сандрелли и Санда выгодно оттеняют чёткие, даже угловатые жесты Трентиньяна:

Трентиньян играет этот макабрический балет телом, как будто развинтившимся и утратившим центр тяжести. Совершенная пластика на уровне цирковой эквилибристики — всего лишь оболочка жесточайшей внутренней драмы. Во время съёмок маленькая дочь Трентиньяна погибла от внезапного приступа удушья. Бертолуччи — как настоящий режиссёр — этим воспользовался, зарядив актёра на бескомпромиссное познание «чёрных дыр» в психике героя.
— Андрей Плахов

Киновед Андрей Плахов называет кинематографическую образность Стораро гипнотизирующей: «Каждый кадр снят так, что физически ощущаешь влажность воздуха и увядание листвы»

Зрители фильма были заворожены работой оператора Витторио Стораро — впоследствии трижды удостоенного премии «Оскар». Со временем она была признана одной из вершин цветной кинематографии. Создаётся впечатление, что декорациями всего фильма служат дождливый полумрак городских улиц и лиловатые сумерки. Для более адекватной передачи внутреннего мира главного героя Стораро и Бертолуччи прибегают к съёмкам с использованием замутнённого стекла и к неожиданно искажённым ракурсам («голландские углы»). Кажется, сама операторская работа служит вызовом конформизму и набившим оскомину приёмам в мире киноискусства.
По воспоминаниям режиссёра, сложнее всего было снять сцену убийства профессора Квадри в заснеженном лесу. В книге она отсутствует: во время убийства профессора Марчелло находится в Риме. Бертолуччи и его команда никогда до этого не работали над триллерами. Для более непосредственной передачи лихорадочной погони убийц за Анной использовалась тряская ручная камера. «Когда мы сняли сцену, в которой был заколот человек, мы схватились за голову: „О Боже! Что же мы натворили?“» — вспоминает Бертолуччи.

## Реакция зрителей
Премьера «Конформиста» состоялась на Берлинском кинофестивале 1970 года. Фильм был сочувственно принят кинокритиками и получил приз журналистского сообщества. Моравиа лента понравилась, как и выполненная Годаром за 8 лет до того экранизация его «Презрения». Годар же прошёл мимо Бертолуччи молча, вручив ему записку с портретом Мао и призывом бороться с индивидуализмом и капитализмом. Бертолуччи был настолько разочарован такой реакцией, что, скомкав записку, швырнул её на пол. Теперь режиссёр раскаивается в этом: «Мне так жаль — хотелось бы сохранить её как сувенир».
Из американской версии фильма была исключена сцена свадьбы Марчелло и Джулии, а в советский прокат фильм попал, по словам режиссёра, и вовсе урезанным «до полной неузнаваемости»: в чёрно-белом варианте и перемонтированным «для удобства советского зрителя». Невзирая на прокатные затруднения, «Конформист» был замечен американскими кинодеятелями и представлен к премии «Золотой глобус» в номинации «лучший иностранный фильм». Позднее Бертолуччи был выдвинут и на «Оскар» за лучший адаптированный сценарий. Несмотря на всеобщее восхищение воплощением сценарного замысла, сомнения вызывали заложенные в этот сценарий идеи, особенно попытки свести зарождение тоталитарного строя к «половым отклонениям» отдельных личностей.
«Конформист» создал 29-летнему Бертолуччи репутацию одного из ведущих режиссёров современности. «Чем я всегда гордился до румянца на щеках — так это тем, что и Фрэнсис Коппола, и Мартин Скорсезе, и Стивен Спилберг говорили мне о „Конформисте“ как о первом повлиявшем на них современном фильме», — вспоминает режиссёр. Успех в США позволил Бертолуччи заполучить на главную роль для своей следующей картины «Последнее танго в Париже» одну из легенд Голливуда — Марлона Брандо. Но и фильм, вдохнувший второе дыхание в кинокарьеру Брандо, — «Крёстный отец» Копполы — не избежал влияния своего итальянского предшественника. Образ разлетающихся осенних листьев во второй части «Крёстного отца» — прямая цитата из «Конформиста» и дань уважения мастерству Стораро, в тандеме с которым Коппола пять лет спустя создаст нашумевший «Апокалипсис сегодня».
Хотя на долю «Конформиста» не выпало ни грандиозной скандальности «Последнего танго в Париже» (1972), ни урожая наград, собранного «Последним императором» (1986), в новейших рецензиях встречаются оценки, ставящие фильм 1970 года выше всех последующих работ Бертолуччи. Всплеск интереса к «Конформисту» последовал за выпуском в середине 2000-х годов обновлённой американской версии фильма, в которой были исправлены недочёты первоначального дублирования и восстановлена вырезанная сцена свадьбы. В 2008 году авторитетная британская газета The Guardian назвала «Конформист» одним из самых влиятельных фильмов послевоенного времени.

## Структура
Первые три четверти фильма могут быть определены как преследование Марчелло и его водителем Манганьелло профессора и его жены, которые спешно покинули Париж и направились в своё савойское поместье, чтобы сбить с толку идущих по их следу агентов чернорубашечников. Усыпительное движение автомобиля перемежается чередой флешбэков, в которых в памяти Марчелло встают эпизоды, которые привели к этой погоне. По мере того как автомобиль движется вперёд, Марчелло прокручивает свою жизнь обратно вплоть до ключевого эпизода 1917 года.
В первой сцене фильма Марчелло принимает звонок Манганьелло с сообщением о том, что «пташки упорхнули». В рассветных сумерках 15 октября 1938 года они садятся в машину и покидают Париж. Пройдёт две трети фильма, наполненных ретроспекциями, прежде чем зритель поймёт значение первой сцены фильма, смысл погони и узнает, кто ведёт машину, в которой сидит главный герой. Внутри ретроспекций содержатся другие ретроспекции — в первом же флешбэке Марчелло засыпает на радиостудии, после чего переносится во флешбэк с оттенком сюрреальности: по бесконечным коридорам фашистского министерства проносят статую римского орла и бюст Муссолини, а министр готовится к соитию на офисном столе с дамой, у которой лицо Анны. Уяснить хронологическую последовательность этой и последующих вставок невозможно.
Использованный Бертолуччи подход к конструированию повествования из россыпи вольных флешбэков в литературе сравнивают с введённым Фрейдом понятием свободной ассоциации, при которой одни образы в сознании спонтанно сменяют другие. Между тем прихотливая вязь реминисценций в «Конформисте» вовсе не хаотична, а основана на тех образах, которые проплывают перед Марчелло за оконным стеклом. Когда же он выходит из машины и Манганьелло на тихой скорости движется следом, перед ним всплывает «первосцена» 1917 года — тогда сходным образом он шёл рядом с автомобилем Лино прежде, чем занять место на заднем сиденье.
После того, как Марчелло представляется первосцена «убийства» Лино, флешбэки приобретают хронологическую последовательность. Воспоминания о недавних парижских происшествиях логично следуют друг за другом вплоть до сцены неистового хоровода в данс-холле накануне бегства профессора из Парижа. Приблизительно в четыре вечера преследователи нагоняют своих жертв, которые гибнут перед их глазами. После этого Бертолуччи переносит своих героев в день падения Муссолини (25 июля 1943 года): по мосту Святого Ангела проволакивают бюст поверженного тирана — возможно, тот самый, который Марчелло видел ранее.

## Миф о пещере
Центральная метафора, к которой ведут все лейтмотивы фильма, — платоновский миф о пещере. Именно его театрально декламирует Марчелло во время первой парижской встречи с профессором, напоминая Квадри те лекции, в которых тот излагал учение Платона об идеях. В ответ профессор замечает, что итальянские фашисты подобны узникам той пещеры. Начиная разговор, Марчелло закрывает жалюзи, погружая кабинет профессора во мрак. Тем самым он не только избегает поставленного собеседником вопроса об истинных целях своей поездки, но и прячет в сумраке неискренность, написанную на своём лице. Кажется, он привносит в жизнерадостный мир профессора тьму фашистской Италии. Затем Марчелло жестами иллюстрирует притчу, причём, когда он поднимает руку вверх, перед глазами зрителя проскальзывает гротескное подобие нацистского приветствия.
У мифа о пещере существует и более глубокое прочтение. По мысли Бертолуччи, зрители в кинотеатре подобны узникам платоновской пещеры. Марчелло и сам — узник пещеры, стреноженный по рукам и ногам собственным восприятием своего тёмного прошлого и окрашенными виной воспоминаниями об убийстве Лино.
Даже когда Анна бросается к его машине с мольбой о помощи и прижимает лицо к стеклу, Марчелло бездействует. По ходу всего фильма он лучше чувствует себя в полумраке пещеры, чем при свете дня. Первая и последняя сцены фильма настолько затемнены, что с трудом удаётся различать очертания предметов. Когда в поезде Джулия заводит речь о потере своей девственности, Марчелло резко опускает жалюзи, погружая купе во мрак. В радиостудии он сидит в полумраке и оттуда рассматривает ярко освещённую студию. Придя в балетный класс Анны, он заталкивает её в соседнюю тёмную комнату. Именно во мгле он чувствует себя дома.
Марчелло делает выбор в пользу отрицания своей сексуальной ориентации и становится пленником этого заблуждения. Режиссёр переводит его скованность на язык кино, последовательно помещая его в замкнутые помещения вроде кабины автомобиля или исповедальни. Камера часто смотрит на Марчелло через преграду из стекла, на которую ложатся отражения других людей — на радиостудии, в поезде, в данс-холле и в машине Манганьелло. Тюрьму напоминает и психиатрическая лечебница, в которую помещён его отец, и тот сам запахивается в смирительную рубашку, как бы сознательно изолируя себя от мира.

Марчелло и Джулия в комнате с венецианскими жалюзи: типичный для фильма пример контрастной светотени

С мифом о пещере рифмуется и кьяроскуро экранных образов: тёмные фоны контрастируют с яркими эффектами света и тени, отражая внутреннюю борьбу в душе Марчелло, тот постоянный выбор, который ему приходится делать.
В некоторых сценах диалектика света и тени более красноречива, чем диалог действующих лиц.
Такова знаменитая сцена разговора Марчелло и Джулии в купе поезда, когда за окном чередуются свет и тень итальянского заката, а окно напоминает экран кинотеатра. Игра света и теневых силуэтов в кабинете Квадри наглядно отображает слова собеседников о реальности и иллюзии, слепоте и зрении. В министерстве доминирует мотив горизонтальных и вертикальных прутьев тюремной решётки, и его неожиданно подхватывают венецианские жалюзи в комнате Джулии, через которые на ковёр полосами сочится свет. В той же сцене идею ожидающего Марчелло добровольного заточения в мещанском браке представляет рисунок зебры на платье его танцующей невесты.
Убийство Анны в лесу разворачивается на фоне светотеневой чересполосицы от высоких деревьев. Своим бездействием Марчелло окончательно делает выбор в пользу тьмы, после чего режиссёр переносит зрителя на пять лет вперёд, в полный мрак июльской ночи, когда пал режим Муссолини. Эти финальные сцены 1943 года самые тёмные в фильме — намёк на идейную близорукость фашистов либо на потёмки внутреннего мира Марчелло после убийства Анны.

## Танец слепых

### Лейтмотив слепоты
Через весь фильм проходит лейтмотив слепоты — отзвук как мифа о пещере, так и истории слепого Эдипа. Все фигуры, олицетворяющие в фильме идеологию, буквально лишены зрения. Так, слепа продавщица пармских фиалок (Парма — родной город режиссёра), которая распевает «Интернационал» на улицах Парижа. Фашистскую Италию представляет слепой друг Марчелло по имени Итало («говорящее» имя) — именно он приводит главного героя в ряды фашистов. Когда слепец произносит тираду в защиту нормальности, утверждая, что никогда не ошибается в её распознавании, объектив камеры опускается на его ноги — и мы видим, что они обуты в туфли разного цвета.
Профессор Квадри (ещё одна фигура отца для Марчелло) теряет зрение перед самой смертью, когда убийцы разбивают его очки. Между тем во сне, о котором Марчелло рассказывает Манганьелло, именно профессор должен совершить операцию, которая исцелит главного героя от незрячести. «Моё зрение восстановилось, жена профессора влюбилась в меня и мы сбежали от него вдвоём», — задумчиво произносит Марчелло, тем самым набрасывая в уме сценарий возможного хэппи-энда — отказ от фашизма, прозрение и побег в «обетованную землю свободы и эротической вседозволенности».

### Лейтмотив танца
Симметрично мотиву слепоты по фильму проходит лейтмотив танца. Когда Марчелло обсуждает с Итало прелести нормальности и конформизма, в радиостудии выступают одинаково одетые и причёсанные женщины, которые кажутся сёстрами-близнецами. Хотя радиослушатели и не могут их видеть, они старательно синхронизируют не только голоса, но и телодвижения. За ними выступают артист, подражающий голосам птиц, и Итало с натянутым отождествлением Италии и Германии. Все три номера стараются сгладить различия тех или иных предметов и явлений с тем, чтобы подчеркнуть их сходство, тем самым иллюстрируя различные грани приспособленчества и конформизма.

Апофеоз конформизма: хоровод вокруг Марчелло в парижском данс-холле

В фильме Бертолуччи танец — будь то кружение Джулии по комнате под звуки американского джаза, мерное покачивание итальянских сестёр Эндрюс на радиостудии или размеренные движения учениц Анны в балетном классе — воплощает идею приспособления на уровне синхронизированных телодвижений. Кульминацией этого мотива служит гомоэротичное танго Анны и Джулии в данс-холле. Люди разного возраста, пола, социального положения сначала с изумлением наблюдают за однополым танцем, затем добровольно берутся за руки и включаются в безумный хоровод, который захватывает всех в зале, кроме Марчелло и Манганьелло. Марчелло в такт барабанит по столику пальцами, потом это движение подхватывает его напарник. Хоровод как наглядное воплощение социального конформизма со всех сторон окружает Марчелло, но он не в состоянии включиться в танец: эта знаменитая сцена снята камерой, подвешенной к потолку.

## Психоанализ

Отчуждённые друг от друга члены семьи Клеричи в абстрактно оформленной психиатрической лечебнице

Создание «Конформиста» совпало с увлечением Бертолуччи психоанализом. В основе сюжета лежит эдиповский сценарий: мужчина стремится убить человека, заменяющего для него отца. С настоящим отцом Марчелло не находит общего языка: даже в лечебнице он не может отказать себе в удовольствии помучить его напоминанием о совершённых им преступлениях. Мать тоже далека от него: в присутствии сына она лежит полураздетая и рассказывает, как в снах он целует её. Его с матерью посещение отца в сюрреалистически оформленной лечебнице для душевнобольных навело рецензента «The New York Times» на мысль о безумном Лаие, которого приходят навестить Эдип и Иокаста.
Бертолуччи иронически проецирует эдиповский сюжет на своего собственного отца:

Фрейдовское учение привело меня к мысли, что создание фильмов — это способ отцеубийства. В каком-то смысле я делаю фильмы, ради — как бы лучше выразиться — удовольствия от вины. В какой-то момент мне пришлось принять это как должное, и моему отцу пришлось привыкнуть к тому, что его убивают в каждом моём фильме. Как-то он сказал мне смешную вещь: «Хорошо ты устроился. Ты убил меня столько раз и ни разу не попал за решётку!»

Всё существование Марчелло проникнуто, с одной стороны, желанием ублажить нескольких заменяющих отца фигур и идентифицироваться с ними, а с другой — восстать против их власти и даже (как в случае с Квадри) уничтожить их.
Поиск сильной фигуры отца приводит его на службу фашистскому государству во главе с Муссолини как верховным отцом отечества.
Эти мотивы остаются скрытыми от окружающих. Даже его начальник недоумевает: «Некоторые сотрудничают с нами из страха, некоторые — из-за денег, другие верят в фашистские идеалы. Вы не подпадаете ни под одну из категорий».
По ходу фильма из глубин подсознания главного героя на поверхность всплывают последствия детской психотравмы, затаённый страх перед собственной гомосексуальностью, вина в убийстве.
Режиссёр отмечает сложность внутреннего мира своего героя:

Истинный приспособленец — тот, кто не желает меняться. Стремится приспособиться тот, кто отличен от остальных. Ощущаемое Марчелло несходство с окружающими основано на его латентной гомосексуальности — она не выражена вовне, но таится внутри. При этом гомосексуальность — лишь один срез его внутреннего устройства; у Марчелло есть и гетеросексуальные влечения. А когда ты чувствуешь себя особенным, необходимо сделать выбор — либо ты резко выступаешь против существующей власти, либо — как большинство людей — просишь у неё защиты.

Отрицая свою непохожесть на других, Марчелло ради доказательства своей нормальности идёт на убийство профессора Квадри. Точно так же отрицание влечения к Лино заставило его выстрелить в него. Однако убийство Лино существует только в его воображении, а исполнителями убийства профессора становятся наёмные убийцы. Манганьелло не раз обвиняет своего напарника в трусости. После убийства профессора он выходит из машины помочиться, бормоча, что трусов надо уничтожать так же, как евреев и геев. Он инстинктивно чувствует в Марчелло одного из них — «другого».
После гибели профессора Марчелло живёт с сознанием своего соучастия в убийстве. С его точки зрения, он должен был убить профессора потому, что раньше убил Лино. Убийство Лино лишило его «нормальности», а убийство Квадри было призвано эту нормальность утвердить. Иными словами, для Марчелло убийства профессора не было бы, если бы не Лино. Потому, встретив живого Лино, он проецирует на него травматические события не только 25 марта 1917 года, но и 15 октября 1938 года, громогласно обвиняя его в фашизме и в убийстве Квадри. Этот механизм психологической защиты — стремление возложить на другого вину за собственные прегрешения (действительные или мнимые) — Фрейд называл проекцией.

## Навязчивое повторение
Одним из важных понятий фрейдизма является навязчивое повторение: до тех пор, пока не будет восстановлено нарушенное психотравмой душевное равновесие, субъект будет слышать в событиях настоящего её тревожные отзвуки. Такими параллелями пронизана сцена посещения Марчелло борделя в Вентимилье, где он получает приказ «убрать» профессора. Бертолуччи подчёркивает «потусторонность» ривьерской сцены использованием техники наплыва: Марчелло как будто выходит на пляж перед борделем через рекламное изображение, словно попадая на другой повествовательный уровень. Дальнейшее имеет сновидческий налёт и полно отсылок к первосцене мнимого убийства Лино:
- У входа в бордель ему встречаются и отдают салют три моряка. Во время первосцены на Марчелло был морской костюм и фуражка.
- В борделе Манганьелло (фигура шофёра, заменяющая Лино) предлагает Марчелло проститутку со шрамом на правой щеке. Такой же шрам остался от выстрела Марчелло на щеке Лино.
- Марчелло надевает перчатку, прежде чем принять от фашиста Рауля пистолет, из которого он должен застрелить профессора. Точно так же он натянул на руки шофёрские перчатки Лино, прежде чем выстрелить в него.
- Марчелло театрально целится из пистолета в Рауля, в угол комнаты с грецкими орехами и себе в висок. Аналогичным образом он палил по стенам комнаты, прежде чем выстрелить в Лино.
- Выходя от Рауля, Марчелло обнаруживает, что забыл где-то свою шляпу. В комнате Лино он оставил свою фуражку. Это наверняка запечатлелось у него в памяти, так как оставленный на месте преступления головной убор мог послужить уликой против него.

Поскольку сцена-флешбэк пропущена через сознание Марчелло, она отличается сгущённой субъективностью: на проститутку со шрамом он проецирует лицо Анны, на спасение которой в тот момент спешит в Савойю. Профессор Бостонского университета Джефферсон Клайн видит в этой сцене, где воспоминания об убийстве Лино сходятся с приказом убить Квадри, прошлое сталкивается с будущим, а на лицо Анны накладывается шрам с лица Лино, «самый очаг девиантной сексуальности и насилия, с которых начинается отсчёт всего рассказа… Во вневременном/пограничном пространстве Вентимильи (иначе говоря, в мире грёз) Марчелло инстинктивно направляет пистолет на фашиста и на себя: сновидческая экономия жеста, способного отменить все долги, истинные и мнимые».

## Двойники
В подсознании идентичность не является монолитной, образы могут ветвиться. Так, ключевая для психического развития Марчелло фигура Лино в его сознании расщеплена на функциональный («шофёр») и сексуальный («извращенец») аспекты. Все водители для Марчелло неуловимо связаны с Лино. При первом появлении Манганьелло, который следует за пешим Марчелло на автомобиле, у последнего в памяти всплывает первосцена: подозревая в преследователе «извращенца», он прячется за кованой решёткой своего особняка, а экспрессионистские ракурсы камеры призваны передать его внутреннее беспокойство.
Как только Манганьелло сообщает о своей принадлежности к тайной полиции, ракурсы выпрямляются, а Марчелло просит Манганьелло избавиться от Альбери, шофёра своей матери, называя его «педерастом»; здесь опять всплывает мотив пропавшего головного убора.
Сексуальный аспект фигуры Лино в подсознании Марчелло перенесён на женщин. Персонаж Санда, получивший в фильме имя спутницы Годара, в книге носит созвучное с шофёром имя Лина. В первосцене Лино снимает фуражку и распускает длинные волосы, отчего юный Марчелло сравнивает его с женщиной. Лина-Анна отличается решительными, мужественными манерами, много курит, носит брюки. Полоролевая идентичность Лино и Лины-Анны смазана, их сексуальная ориентация отличается от традиционной, в глазах Марчелло оба воплощают «ненормальность». Исследователи романа Моравиа видят в Лине-Анне «феминизированный образ вытесненного в подсознание первого сексуального партнёра», то есть Лино.
Приемы маскулинизации женских и феминизации мужских образов не чужды эстетике Моравиа. В самом имени Марчелло Клеричи зашифрована аллюзия к имени гомосексуального писателя Марселя Пруста, героиней главного романа которого является Альбертина. В художественном мире Пруста пол имел весьма относительное значение, а прототипами женских образов иногда выступали мужчины. Так, Альбертина соткана Прустом из образов тех мужчин, в которых он был влюблён (один из прототипов — шофёр Альфред Агостинелли, ср. имя шофёра матери Марчелло — Альбери).
В фильме есть две женщины, к которым Марчелло с первого взгляда чувствует иррациональное, безотчётное влечение. Это проститутка со шрамом на щеке, которую Марчелло заключает в свои объятия прежде, чем войти в комнату с грецкими орехами, и жена профессора, при встрече с которой Марчелло замечает, что она напоминает ему виденную недавно проститутку. Обеих женщин по просьбе Бертолуччи сыграла Доминик Санда. Они обе подсознательно напоминают Марчелло о Лино: Анна — своими манерами, проститутка — шрамом на щеке. Подсознание нащупывает сходство между теми фигурами, которые рационально связать невозможно.

Эхо первосцены: Анна гладит ноги Джулии в гостиничном номере

В одном из первых флешбэков Санда появляется в виде ещё одной эпизодической фигуры — изящно одетой дамы в вуали, ноги которой трогает за своим офисным столом фашистский министр.
Марчелло подглядывает за ними из-за портьеры — так же, как он подглядывал в гостинице за Анной, когда она чувственно гладила рукой ноги Джулии. За обоими эпизодами стоит первосцена, в которой Лино осыпал поцелуями ноги юного Марчелло. То, что все три женские фигуры играет одна актриса, подчёркивает их внутреннее родство в повествовательной структуре «Конформиста». Поскольку эпизодические фигуры показаны во флешбэках, не исключено, что Марчелло в своём воображении проецирует на их мгновенно промелькнувшие перед ним физиономии лицо Анны, которая в данный момент наполняет его мысли.

## Открытый финал
В конце фильма мы видим Марчелло в тёмной, напоминающей пещеру комнате рядом с кроватью с обнажённым юношей, движения которого предельно замедленны, как после соития. В последних кадрах фильма Марчелло поднимает взгляд через металлическую решётку кровати на камеру и впервые за весь фильм пересекается взглядом со зрителем. Он (возможно, на мгновение) сознаёт, что ключ к его непохожести на других — не в его поступках, а в его сознании. Он наконец поворачивается лицом к своей природе и принимает свою «слабость». Он больше не слепой узник пещеры. Теперь он признаёт в себе всё то, с чем боролись фашисты, что он сам так ненавидел и в чём он подозревал себя.
Открытый финал фильма вызвал много споров. Каждый истолковывал взгляд Клеричи по-своему. Режиссёра подозревали в гомофобии, ведь он как бы возложил вину за преступления фашистов на подавленные гомосексуальные импульсы. По словам самого Бертолуччи, в конце фильма конформист наконец понимает, почему он стал фашистом — «он хотел скрыть и предать забвению свою некомильфотность, корни которой — в самых глубинных слоях сознания». Согласно одному из толкований, этим взглядом в камеру Бертолуччи разрушает не только самообольщение своего героя, но и зрительские иллюзии, рассеивая мираж реальности происходящего на экране, лежащий в основе киновосприятия. В театре этот приём называется «разрушением четвёртой стены», а введение его в арсенал приёмов киноискусства является заслугой Годара.